# وزارة الأوقاف (مصر)
وزارة الأوقاف المصرية وزارة تابعة لحكومة جمهورية مصر العربية، تنهض بشئون الدعوة الإسلامية في داخل وخارج جمهورية مصر العربية حيث تشمل أنشطتها العناية بالمساجد، رعاية الأيتام - بحث الأمور الفقهية، وإدارة المراكز الإسلامية.

## نشأة هيئة الأوقاف المصرية
يرجع تاريخ إنشاء هيئة الأوقاف إلى عام 1251 هـ - 1835 مـ عندما أصدر محمد علي باشا أمرًا بإنشاء «ديوان عمومي للأوقاف» وتحددت اختصاصات ذلك الديوان بموجب لائحة رسمية صدرت بتاريخ 8 ذي الحجة 1252 هـ - 1836 مـ، وذلك تحت عنوان «لائحة ترتيب عملية الأوقاف بالثغور والبنادر»، ثم أمر محمد علي بإلغاء هذا الديوان عام 1253 هـ - 1837 مـ. وفي 11 رجب 1267 هـ - 1851 مـ أمر عباس باشا الأول بإعادة ديوان عموم الأوقاف وأصدر أمرًا آخر لتنظيم عمل الديوان، واستمرت تلك اللائحة سارية حتى عام 1895 مـ وفي عام 1913 مـ تم تحويل الديوان إلى نظارة «وزارة». وفي عام 1953مـ صدر القانون رقم 247 لسنة 1935 الذي قضى بنقل الإشراف على المساجد الموقوف عليها وقفًا خيريًًَّا إلى وزارة الأوقاف، ثم صدر القانون رقم 157 لسنة 1960مـ الذي قضى بضم جميع المساجد الأهلية للوزارة.

## الإدارة الهندسية في هيئة الأوقاف المصرية

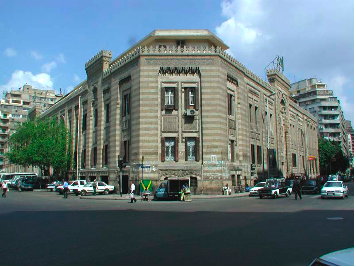
مقر وزارة الأوقاف القديم

تهتم هيئة الأوقاف المصرية بإدارة المشروعات الاستثمارية والأراضي الوقف والاستفادة من العائد المادي منها، ويكون للإدارة الهندسية بها دور التخطيط والإشراف فقط دون التنفيذ، وتترك التنفيذ لشركات المقاولات التي تتعاقد معها في صورة مناقصات وتعاقدات سواء في تنفيذ المشروعات الجديدة أو القيام بأعمال الصيانة في المشروعات الموجودة من قبل. ويكون هذا الإشراف من خلال لجان من الإدارة الهندسية بالهيئة. والجدير بالذكر هنا أن الإدارة الهندسية لمديرية الأوقاف - وهي المختصة بشئون المساجد والدعاة - يكون بها لجان إشراف على أعمال الصيانة التي تتم في المساجد، وقد تشترك تلك اللجان مع لجان أخرى من وزارة الثقافة إذا تمت أعمال صيانة لمساجد مسجلة كأثر.

## قانون إنشاء هيئة الأوقاف
لتنظيم أحكام كل ما يتعلق بالوقف من أنشاء وتصرف واستحقاق استناداً إلي أحكام الشريعة الإسلامية بدأ من القانون 48 لسنة 1946 والقانون 247 لسنة 1953 والقانون 44 لسنة 1962 وانتهاء بقرار السيد رئيس الجمهورية بإصدار القانون رقم 80 لسنة 1971 بإنشاء هيئة عامة تسمي هيئة الأوقاف المصرية وتتبع السيد وزير الأوقاف ويكون مقرها القاهرة ويجوز إنشاء فروع لها في المحافظات.
قرار رئيس جمهورية مصر العربية بالقانون رقم 80 لسنة 1971 بإنشاء هيئة الأوقاف المصرية
باسم الشعب
رئيس الجمهورية 
بعد الاطلاع على المادة 147 من الدستور
وعلى المرسوم بقانون رقم 180 لسنة 1952 بإلغاء نظام الوقف على غير الخيرات
وعلى القانون رقم 152 لسنة 1975 بتنظيم استبدال الأراضى الزراعية الموقوفة على جهات البر
وعلى القانون رقم 272 لسنة 1959 بتنظيم وزارة الأوقاف ولائحة اجراءاتها
وعلى القانون رقم 264 لسنة 1960 في شأن استبدال الأراضى الزراعية الموقوفة على جهات البر العامة للأقباط الأرثوذكس
وعلى القانون رقم 44 لسنة 1962 بتسليم الأعيان التي تديرها وزارة الأوقاف إلى الهيئة العامة للإصلاح الزراعى والمجالس المحلية 
وعلى القانون رقم 61 لسنة 1963 بإصدار قانون الهيئات العامة 
وعلى قرار رئيس الجمهورية رقم 1433 لسنة 1960 في شأن إدارة أوقاف الأقباط الأرثوذكس 
وبناء على ما إرتآه مجلس الدولة، قرر القانون الآتى
مادة 1 ـ تنشأ هيئة عامة تسمى «هيئة الأوقاف المصرية» تكون لها الشخصية الاعتبارية وتتبع وزير الأوقاف ويكون مقرها مدينة القاهرة ويجوز إنشاء فروع لها في المحافظات بعد موافقة مجلس إدارة الهيئة.
مادة 2 ـ تختص الهيئة وحدها بإدارة واستثمار أموال الأوقاف الآتية:
(أولاً) الأوقاف المنصوص عليها في المادة 1 من القانون رقم 272 لسنة 1959 المشار إليه فيما عدا: 
(ا) الأراضى الزراعية الموقوفة على جهات البر العام والتي آلت إلى الهيئة العامة للإصلاح 
الزراعى بالقانون رقم 152 لسنة 1957 المشار إليه.
(ب) الأراضى الزراعية الموقوفة على جهات البر الخاص والتي آلت إلى الهيئة العامة للإصلاح 
الزراعى بالقانون رقم 44 لسنة 1962 المشار إليه.
(ج) الأوقاف الخيرية التي يشترط فيها الواقف النظر لنفسه ولأبنائه من طبقة واحدة.
(د) الأوقاف التي تشرف عليها هيئة أوقاف الأقباط الأرثوذكس.
(ثانياً) أموال البدل وأموال الأحكار.
(ثالثاً) سندات الإصلاح الزراعى وقيمة ما استهلك منها وريعها.
(رابعاً) الأوقاف التي يؤول حق النظر عليها لوزارة الأوقاف بعد العمل بهذا القانون.
مادة 3 ـ تنتقل إلى مجلس إدارة الهيئة الاخـتـصـاصـات المخـولة للجـنة شئون الأوقـاف بالقانون رقم 272 لسنة 1959 وكذلك الاختصاصات المخولة لـلمـجـالس المحلية بالقانون رقم 44 لسنة 1962 وذلك بالنسبة للبدل والاستبدال والاستثمار.
وتؤول الاختصاصات الأخرى المخـولة لـلجنة شئون الأوقاف إلى مـجـلـس وكـلاء وزارة الأوقـاف منضماً إليه رئيس مجلس إدارة الهيئة ومستشار من مجلس الدولة ويعتمد وزير الأوقاف قراراته.
مادة 4 ـ تشكل لجنة بقرار من وزير الخزانة ـ بعد موافقة وزير الأوقاف ـ تتولى تقييم أعيان وأموال الأوقاف التي تختص الهيئة بإدارتها واستثمارها، كما يصدر وزير الأوقاف قرارات بتشكيل اللجان التي تتولى استلام هذه الأموال على أن تمثل فيها وزارة الخزانة والمجالس المحلية والهيئة العامة للإصلاح الزراعى حسب الأحوال ويبين القرار كيفية أداء هذه اللجان لعملها والأسس التي تسير عليها.
مادة 5 ـ تتولى الهيئة نيابة عن وزير الأوقاف بصفته ناظراً على الأوقاف الخيرية إدارة هذه الأوقاف واستثمارها والتصرف فيها على أسس اقتصادية بقصد تنمية أموال الأوقاف باعتبارها أموالاً خاصة وتتولى وزارة الأوقاف تنفيذ شروط الواقـفـين والأحكام والقرارات النهائية الصادرة من اللجان والمحاكم بشأن القسمة أو الاستحقاق أو غيرها وكذلك مستحقى الأوقاف الأهلية وفقاً لأحكام القانون رقم 44 لسنة 1962 المشار إليه وذلك من حصيلة ما تؤديه الهيئة إلى الوزارة.
مادة 6 ـ على الهيئة أن تؤدى إلى وزارة الأوقاف صـافى ريـع الأوقـاف الخيرية لصرفه وفقاً لشروط الواقفين، وتتقاضى الهيئة نظير إدارة وصيانة الأوقاف الخيرية 15% من إجمالى الإيرادات المحصلة بالنسبة إلى هذه الأعيان.
وتجنب 10% من هذه الإيرادات كاحتياطى لاستثماره في تنمية إيرادات كـل وقـف ويكـون لمجلس إدارة الهيئة سلطة التصرف في هذا الاحتياطى بعد موافقة وزير الأوقاف.
مادة 7 ـتـتقاضى الهيئة بالنسبة إلى الأعيان التي تديرها وانتهى فيها الوقف 10% من جملة إيراداتها المحصـلـة كـمصاريف إدارة، 15% كمصاريف صيانة مضافً إليها 5% من قيمة تكاليف الأعمال الفنية التي يحددها مجـلـس الإدارة ويـؤول صـافى الإيـراد بـعـد ذلـك إلـى وزارة الأوقـاف لـتقوم بتوزيعه على المستحقين وفقاً لأحكام القانون رقم 44 لسنة 1962 المشار إليه.
مادة 8 ـ تصرف الهيئة على صيانة الأموال التي تديرها في حدود النسبة التي تحـصـل عـلـيـهـا لهذا الغرض على إنه في حالة الضرورة يمكن تجـاوز الصرف عن هـذه الـنـسـبـة عـلـى أن تـتـحـمل الـزيـادة للمصروفات المخصصة للصيانة في السنة التالية.
ويرحل فائض مصروفات الإدارة والصـيـانـة الـمشـار إليها فـى هـذا الـقـانون في نهاية كل سنة إلى حساب الاحتياطى العام للهيئة ويكون لمجلس إدارة الهيئة سلطة التصرف في هـذا الاحـتيـاطى بعد موافقة وزير الأوقاف.
مادة 9 ـ في تطبيق أحكام هذا القانون تحل الهيئة محل وزارة الأوقاف والمجالس المحلية والهيئة العامة للإصلاح الزراعى فيما لهذه الجهات من حقوق وما عليها من التزامات تتعلق بإدارة واستثمار الأموال التي تختص بها.
مادة 10 ـ الأوقاف الخيرية التي تنشأ بعد العمل بهذا القانون ويكون فيها النظر لـلـواقـف ولأبـنائه من بعده تظل بعد وفاة الواقف في إدارة أبنائه من الطبقة الأولى فقط الذين لهم حق النظـر عـلـى أن يلتزموا بتقديم كشف حساب سنوى إلى الهيئة مع سداد رسم قدره 10% من أصل الإيراد لصرفها على نواحى البر العام وللهيئة مراقبة صحة تنفيذ شروط الواقف وتتـولى الـهـيـئـة إدارة واسـتـثـمـار الأراضـى الزراعية التي يؤول إلى وزارة الأوقاف حق النظر عليها بعد العمل بهذا القانون.
مادة 11 ـ يصدر رئيس الجمهورية قرارً بتنظيم العمل بالـهـيـئـة وتـشـكـيـل مـجـلس إدارتها وبيان اختصاصاته وتحديد العلاقة بين الهيئة وكل من وزارة الأوقاف والهيئة العامة للإصلاح الزراعى والمجـالـس المحلية، وأوضاع نقل العاملين اللازمين للعمل إليها.
مادة 12 ـ يلغى كل حكم يخالف ما ورد في هذا القانون من أحكام

## المنشآت التابعة
- المجلس الأعلى للشؤون الإسلامية.
- هيئة الأوقاف المصرية
- مؤسسة القرض الحسن.[4][5]
- مؤسسة الزكاة.
- المشيخة العامة للطرق الصوفية
- مشيخة عموم المقارئ المصرية.
- المكتبة المركزية للمخطوطات الإسلامية.
- أكاديمية الأوقاف الدولية.[6]
- صندوق عمارة المساجد والأضرحة الملحقة بها.[7]

## الوزراء
- جعفر ولي باشا
- محمد طوسون باشا
- أحمد علي باشا
- علي عبد الرازق
- عبد الرحمن عزام
- إبراهيم دسوقي أباظة
- أحمد حسن الباقوري
- محمد البهي
- محمد متولي الشعراوي
- محمد حسين الذهبي
- عبد المنعم النمر
- محمد الأحمدي أبو النور
- محمد علي محجوب
- محمود حمدي زقزوق
- عبد الله الحسيني
- عبد الفضيل القوصي
- طلعت عفيفي
- محمد مختار جمعة
- أسامة الأزهري

## وصلات خارجية
- الموقع الرسمي لوزارة الأوقاف المصرية
- الموقع الرسمي للمجلس الأعلى للشئون الإسلامية